# The Industrialist
The Industrialist es el octavo álbum de estudio de Fear Factory. Publicado en Norteamérica el 5 de junio, a través de Candlelight Records (el 1 de junio en Europa a través de AFM Records). Disponible en Europa en cuatro formatos: CD estándar, un digibook de lujo de edición limitada (con 2 canciones adicionales), vinilo doble de 180 gramos y una caja limitada.

## Concepto del álbum
Burton C. Bell creó un concepto en la narrativa lírica de 'The Industrialist'. El cantante compartió algunos detalles generales del concepto, suena como algo sacado de Terminator. "El álbum es una historia futurista de un autómata que se esfuerza por sobrevivir luchando por su existencia en un mundo desesperado".
"El protagonista (El Industrial) es la encarnación de todas las industrias en la forma de un autómata. Avances mecánicos, tecnológicos y científicos a lo largo de la era industrial llevaron a la creación de El Industrial. En la historia, el autómata se vuelve sensible a medida que recopila recuerdos cada día que pasa. Mediante la observación y el aprendizaje, adquiere la voluntad de existir. Lo que estaba destinado a ayudar al hombre, eventualmente será su desaparición".
"Las letras cuentan la historia mientras la música toma nuestras raíces industriales y las combina mejor que nunca con nuestro toque metalero. Todo sin perder el sonido que hace de Fear Factory una máquina de devastación sonora", finalizó Bell.

## Escritura y composición
Mezclado por Greg Reely (Paradise Lost, Skinny Puppy,  Machine Head), y con la dirección adicional de Logan Mader ( Gojira, Divine Heresy), es el segundo álbum escrito por Bell y Cazares desde que se reunieron en 2009 después de una separación de siete años. Cazares dijo: "Colaborar nuevamente con Burton en el álbum fue como magia. Todo encajó de forma natural. Fue bueno recuperar el verdadero sonido de Fear Factory, llevarlo de regreso a donde todo comenzó y elevarlo a nuevos niveles".
"Rhys ha sido nuestro miembro secreto", afirmó Cazares sobre la colaboración continua con el productor y especialista en electrónica. "Él es el único productor que ha sido capaz de entender lo que hemos tratado lograr desde el principio y nos ha abierto los ojos a cosas nuevas sin sacrificar nuestro sonido original. Su talento en producción y teclados/samples ha hecho que Fear Factory se destaque entre las muchas bandas de nuestro género".
"Todo es desde el punto de vista de la máquina, ver que el hombre y su fe tienen fallos". "El hombre no es un dios, el hombre no es un rey. El hombre es sólo hombre. Es el mantra que El Industrial está enseñando a los otros autómatas. 'Son hombres y tienen defectos'".
"Todos los álbumes son mis pensamientos, y son la historia de FF en muchos sentidos. Los pongo en una perspectiva de tercera persona y trato de no hacerlos muy personales, siguen siendo mis pensamientos". "Mi opinión sobre la religión nunca se detendrá. Encontrará su camino en mis letras de una forma u otra. Las letras surgen de mis propios pensamientos y mis propias creencias". "¡Soy el industrial!"
"Cuando escribes ciencia ficción, debes tener visión, debes ser capaz de ver la realidad y ver las innovaciones avanzando... ver hacia dónde se dirige el mundo". "Eso es cierto para la mayoría de los escritores de ciencia ficción en general. Es asombroso que algunas cosas que hemos discutido en las historias de Fear Factory se vuelvan realidad, o se hayan hecho realidad", comentó Burton.

## Antecedentes
El lanzamiento original de The Industrialist se produjo en un momento polémico. El bajista Byron Stroud acababa de dejar la banda diciendo: "Era hora de irnos. La forma en que se lo digo a todos es que la vida es demasiado corta para pasarla con personas que no te quieren 
ni te respetan".
El baterista Gene Hoglan también dejó la banda durante la grabación de The Industrialist, pero aún está en debate si fue idea suya o no. Mientras que un lado dijo que Gene se fue abruptamente durante la grabación, lo que obligó a Dino a usar la batería programada, el otro lado dijo que Gene descubrió que Dino se había ido con la batería programada a sus espaldas, lo que esencialmente lo obligó a irse. De cualquier manera, The Industrialist fue el primer lanzamiento original de Fear Factory sin utilizar un baterista real. Dino Cazares y el baterista John Sankey escribieron y programaron arreglos de batería para el álbum.
Reclutaron a Matt DeVries como nuevo bajista de la banda. DeVries, anteriormente tocó la guitarra con Chimaira y recientemente con Six Feet Under, se unió a Fear Factory reemplazando a Byron Stroud, ahora con 3 Inches of Blood. Eligieron a Mike Heller (Malignancy, System Divide) como su nuevo baterista de gira.

## Vídeo musical
Fear Factory lanzó el vídeo para la canción principal del álbum, "The Industrialist". Fue dirigido y editado por James Zahn, emplea imágenes en directo de la banda en el Graspop Metal Meeting, en junio de 2012 que se celebró en Dessel, Bélgica, plasma en un telón visual temas de actualidad de la historia escrita por el vocalista Burton C. Bell.
"Permitimos que James se tomara su tiempo para crear el vídeo para que pudiera unir su experiencia con las imágenes conceptuales escritas en 'The Industrialist'. Dado que ha sido un seguidor de Fear Factory desde hace mucho tiempo". "Entendió la naturaleza de la máquina FF: conceptos, imágenes e historia. Creo que logró una nueva era para los vídeos de Fear Factory", comentó Bell.
"Al crecer escuchando Fear Factory y quedar cautivado por la escena industrial pesada de la década de 1990, lo único que siempre se me quedó grabado fue el aspecto visual que lo acompaña". "Esos videos que presentaban imágenes de archivo intercaladas con clips de presentaciones en vivo fueron un elemento básico de la época y ayudaron en la edición de 'The Industrialist'. Tecnología rota trabajando junto con la maquinaria en medio del cambio social sirvió de inspiración", dijo Zahn.

## Gira y promoción
La banda estuvo de gira sin parar, con 16 conciertos en suelo estadounidense desde la publicación de "The Industrialist". Haciendo escala en Venezuela, Brasil, Nueva Zelanda, Australia, Japón y se embarcaron en su segundo viaje europeo, en 41 ciudades con el apoyo de Devin Townsend Project, Bell con el guitarrista Dino Cazares, el bajista Matt DeVries y el baterista Mike Heller es una máquina de alto rendimiento bien afinada. Incluyeron en el setlist canciones de "The Industrialist", "Mechanize" y clásicos de Fear Factory. "Estamos más que emocionados de llevar esta nueva etapa del ciclo de gira 'World Industrialist' al extranjero con un paquete poderoso. Agregamos algunos temas que no han estado en nuestra lista de canciones desde hace algún tiempo. Estamos listos para desatar las nuevas Máquinas de Odio para todos", señaló Cazares.
Confirmaron el primero de muchos conciertos esperados para 2013; un espectáculo local en Key Club en West Hollywood, California, el 26 de enero. Prong, Throown Into Exile y Scrap Metal abrieron el concierto. Fue la primera actuación de la banda en Los Ángeles en más de dos años.

## Reconocimientos
"The Industrialist" vendió 9.300 copias en los Estados Unidos en su primera semana de lanzamiento para debutar en la posición número 38 en la lista Billboard 200. El álbum anterior, Mechanize, vendió 10.000 unidades en febrero de 2010 llegando al puesto 72.

## Recepción de la crítica
Por primera vez desde el histórico álbum Demanufacture, la banda suena entusiasta e inventiva, con un álbum conceptual que advierte lo que sucede cuando se permite que la tecnología esclavice a la humanidad. FF toma sus características distintivas y le da un toque fresco y moderno.
Algunos de los riffs de guitarra de Cazares son brutalmente industriales, pero también tienen un ritmo carismático y conmovedor. El vocalista Burton C. Bell combina su voz gutural con un encanto melódico que resuena tristemente con una desesperación mordaz.
Las canciones están cargadas de profundidad reflexiva y son himnos de un gris palpitante. Es difícil no dejarse llevar por la oscura claustrofobia de "New Messiah", "God Eater" o "Depraved Mind Murder".

## Lista de canciones
| N.º | Título                                     | Escritor(es) | Duración |  |
| 1.  | «The Industrialist»                        |              | 6:07     |  |
| 2.  | «Recharger»                                |              | 4:09     |  |
| 3.  | «New Messiah»                              |              | 4:30     |  |
| 4.  | «God Eater»                                |              | 5:57     |  |
| 5.  | «Depraved Mind Murder»                     |              | 4:43     |  |
| 6.  | «Virus of Faith»                           |              | 4:34     |  |
| 7.  | «Difference Engine»                        |              | 3:37     |  |
| 8.  | «Dissemble»                                |              | 4:14     |  |
| 9.  | «Religion is Flawed Because Man is Flawed» |              | 1:52     |  |
| 10. | «Human Augmentation»                       |              | 9:00     |  |

| Edición deluxe |                                            |              |          |  |
| N.º            | Título                                     | Escritor(es) | Duración |  |
| 11.            | «Blush Response» (Difference Engine remix) |              | 4:38     |  |
| 12.            | «Landfill» (Versión de Pitchshifter)       |              | 3:44     |  |

| Edición japanesa |                                            |          |  |
| N.º              | Título                                     | Duración |  |
| 11.              | «Blush Response» (Difference Engine remix) | 4:38     |  |
| 12.              | «Timelessness II»                          | 3:10     |  |

## Personal
- Burton C. Bell - voz
- Dino Cazares - guitarra, bajo, programación, composición y arreglos de  batería

## Re-Industrialized
Es el relanzamiento del álbum 'The Industrialist' tal y como debía ser escuchado, con una nueva remezcla de Greg Reely (Demanufacture, Obsolete, Mechanize) y nuevas ilustraciones. 
"En celebración del décimo aniversario del álbum, Fear Factory anuncia Re-Industrialized, reemplazando la percusión programada con baterías en vivo grabadas por el baterista Mike Heller". "Re-Industrialized incluye canciones adicionales, como 'Enhanced Reality', que originalmente estaba destinada a cerrar el álbum", dijo la banda.

## Antecedentes
"Cuando estábamos a punto de comenzar el proceso de composición de 'The Industrialist', traté en vano de hablar con Gene. Cuando finalmente lo conseguí, me dijo que no quería hablar conmigo sobre el álbum hasta que firmara un contrato. Me refirió a su gerente, quien quería obtener un precio extremadamente alto por Gene. No podíamos pagarle eso, traté de hablar con Gene nuevamente, pero él me redirigió a su gerente. Después aclaró: "El precio no es negociable. Pagas o Gene acepta la oferta de Testament". "No podíamos permitírnoslo, así que en 'The Industrialist' trabajamos con una caja de ritmos y no lo ocultamos", comentó Cazares.

## Lista de canciones
| Re-Industrialized |                                                  |          |  |
| N.º               | Título                                           | Duración |  |
| 1.                | «The Industrialist»                              | 6:07     |  |
| 2.                | «Recharger»                                      | 4:09     |  |
| 3.                | «New Messiah»                                    | 4:30     |  |
| 4.                | «God Eater»                                      | 5:57     |  |
| 5.                | «Depraved Mind Murder»                           | 4:43     |  |
| 6.                | «Virus of Faith»                                 | 4:34     |  |
| 7.                | «Difference Engine»                              | 3:37     |  |
| 8.                | «Disassemble»                                    | 4:12     |  |
| 9.                | «Religion is Flawed Because Man is Flawed»       | 1:58     |  |
| 10.               | «Enhanced Reality»                               | 5:32     |  |
| 11.               | «Fade Away» (Recharger remix)                    | 6:29     |  |
| 12.               | «Noise in the Machine» (Difference Engine remix) | 4:39     |  |
| 13.               | «Landfill» (Versión de Pitchshifter)             | 3:47     |  |
| 14.               | «Saturation» (Versión de Sonic Violence)         | 4:17     |  |
| 15.               | «Passing Complexion» (Versión de Big Black)      | 3:08     |  |

## Recepción de la crítica
El álbum de Fear Factory de 2012, 'The Industrialist', es revaluado y reimaginado con un nuevo cambio de imagen, y los resultados muestran que es exactamente lo que le faltaba a este disco desde el principio.

## Personal
- Burton C. Bell - voz
- Dino Cazares - guitarra, bajo
- Mike Heller -  batería